# Valentina Stoupina
Valentina Stoupina, née le 4 juin 1920 à Togliatti et morte en août 1943, est une pilote, navigatrice de vol et responsable des communications pour le 588 NBAP, de 1941 jusqu'à sa mort en 1943, après laquelle son rôle est repris par Kiouaz Dospanova.

## Jeunesse
Valentina Stoupina naît le 4 juin 1920 à Togliatti, dans une fratrie de trois enfants. Son père, qui travaillait dans le secteur forestier, meurt en 1933 et la famille finit par déménager à Samara où elle commence les cours de parachute. Après avoir vécu à Samara pendant un an, elle s'installe à Stavropol où elle pratique le sport et obtient son baccalauréat avec mention en 1937. Elle entre ensuite à l'Institut d'aviation de Moscou où elle étudie jusqu'à l'invasion allemande de l'Union soviétique en 1941. Après le début de la guerre, elle quitte l'école pour travailler à creuser des fossés antichars et à construire des fortifications défensives,. 

## Carrière militaire
Après avoir été encouragée par le Komsomol à rejoindre le régiment d'aviation féminine fondé par Marina Raskova, Stoupina se porte volontaire en octobre. Elle suit alors un entraînement à la navigation à l'école militaire d'aviation d'Engels et est déployée sur le Front du Sud à la fin du mois de mai 1942. Stoupina effectue 15 sorties avant d’être nommée cheffe des communications du régiment, même si elle déclare préférer continuer d'effectuer des sorties de combat,. 
En novembre 1942, elle reçoit la Médaille du Courage, faisant d'elle une des premières membres du régiment à la recevoir. Elle meurt dans un hôpital de campagne près de Iessentouki, blessée ou malade, en août 1943, après avoir refusé d'être envoyée dans un hôpital à l’arrière du front pour ne pas avoir à quitter le régiment. Tout le régiment participe à ses obsèques et elle est enterrée avec les honneurs militaires dans un cimetière civil local. La commandante du régiment, Ievdokia Berchanskaïa  envoie à sa mère, Polina Stoupina, un télégramme l'informant de la mort de sa fille, mais celle-ci n'arrive pas à temps pour l'enterrement. À son arrivée, Bershanskaïa la récupère à la gare et se rend au cimetière avec elle,,.

## Hommages
- Une rue de sa ville natale, Togliatti, est renommée en son honneur et une plaque est apposée sur la maison où elle a vécu[7].

## Voir également
- Irina Rakobolskaïa
- Kiouaz Dospanova